# Campionati del mondo di freestyle 2013 - Gobbe femminili
La gara di gobbe femminili ai campionati mondiali di freestyle 2013 si è svolta a Voss il 5 e il 6 marzo 2013, con la partecipazione di 37 atlete da 17 nazioni.

## Risultati

### Qualificazione
Si sono qualificate alla finale le 10 classificate della run 1 e le prime 8 classificate della run 2,
| Pos. | Bib | Nome                    | Nazione       | Run 1 | Run 2 | Note |
| ---- | --- | ----------------------- | ------------- | ----- | ----- | ---- |
| 1    | 1   | Hannah Kearney          | Stati Uniti   | 26,54 |       | Q    |
| 2    | 8   | Aiko Uemura             | Giappone      | 24,74 |       | Q    |
| 3    | 3   | Heather McPhie          | Stati Uniti   | 24,08 |       | Q    |
| 4    | 5   | Chloé Dufour-Lapointe   | Canada        | 23,86 |       | Q    |
| 5    | 10  | Mikaela Matthews        | Stati Uniti   | 22,83 |       | Q    |
| 6    | 4   | Eliza Outtrim           | Stati Uniti   | 22,75 |       | Q    |
| 7    | 7   | Nikola Sudová           | Rep. Ceca     | 22,73 |       | Q    |
| 8    | 6   | Miki Itō                | Giappone      | 22,63 |       | Q    |
| 9    | 16  | Britteny Cox            | Australia     | 22,63 |       | Q    |
| 10   | 22  | Marika Pertachija       | Russia        | 22,41 |       | Q    |
| 11   | 2   | Justine Dufour-Lapointe | Canada        | 14,93 | 24,14 | Q    |
| 12   | 15  | Arisa Murata            | Giappone      | 21,43 | 22,37 | Q    |
| 13   | 9   | Audrey Robichaud        | Canada        | 22,25 | 22,12 | Q    |
| 14   | 23  | Seo Jung-Hwa            | Corea del Sud | 18,72 | 21,65 | Q    |
| 15   | 40  | Deborah Scanzio         | Italia        | 19,68 | 21,19 | Q    |
| 16   | 12  | Yulïya Galışeva         | Kazakistan    | 21,25 | 20,79 | Q    |
| 17   | 14  | Andi Naude              | Canada        | 5,26  | 20,29 | Q    |
| 18   | 29  | Nicole Parks            | Australia     | 21,21 | 20,16 | Q    |
| 19   | 19  | Regina Rachimova        | Russia        | 19,11 | 20,01 |      |
| 20   | 24  | Elena Muratova          | Russia        | 20,15 | 19,93 |      |
| 21   | 27  | Ning Qin                | Cina          | 21,26 | 19,85 |      |
| 22   | 31  | Emilie Klingen Amundsen | Norvegia      | 19,05 | 19,29 |      |
| 23   | 20  | Hedvig Wessel           | Norvegia      | 20,60 | 19,07 |      |
| 24   | 26  | Tereza Vaculíková       | Rep. Ceca     | 18,36 | 18,72 |      |
| 25   | 25  | Darïya Rıbalova         | Kazakistan    | 13,36 | 18,42 |      |
| 26   | 21  | Junko Hoshino           | Giappone      | 16,13 | 17,64 |      |
| 27   | 35  | Julia Nilsson           | Svezia        | 17,33 | 17,50 |      |
| 28   | 30  | Seo Jee-Won             | Corea del Sud | DNF   | 15,96 |      |
| 29   | 34  | Aurora Amundsen         | Norvegia      | 18,91 | 15,89 |      |
| 30   | 42  | Nina Bednarik           | Slovenia      | 14,71 | 12,74 |      |
| 31   | 38  | Karin Hackl             | Austria       | 12,84 | 12,28 |      |
| 32   | 39  | Claudia Kohler          | Austria       | 14,51 | 11,89 |      |
| 33   | 33  | Reyes Santa-Olalla      | Spagna        | 11,55 | 11,26 |      |
| 34   | 32  | Melanie Meilinger       | Austria       | 11,66 | 11,18 |      |
| 35   | 36  | Maj-Beldring Henningsen | Danimarca     | 9,48  | 8,98  |      |
| 36   | 41  | Thea Johnsen Berg       | Norvegia      | 10,96 | 8,09  |      |
| 37   | 37  | Ellie Koyander          | Gran Bretagna | 18,16 | 2,54  |      |

### Finale
Le prime 6 classificate della run 1 si sono qualificate per la run 2,
| Pos.    | Bib | Nome                    | Nazione       | Run 1 | Run 2 |
| ------- | --- | ----------------------- | ------------- | ----- | ----- |
| Oro     | 1   | Hannah Kearney          | Stati Uniti   | 26,48 | 26,70 |
| Argento | 6   | Miki Itō                | Giappone      | 25,18 | 24,92 |
| Bronzo  | 2   | Justine Dufour-Lapointe | Canada        | 24,95 | 23,48 |
| 4       | 3   | Heather McPhie          | Stati Uniti   | 25,49 | 22,98 |
| 5       | 8   | Aiko Uemura             | Giappone      | 24,62 | 22,24 |
| 6       | 15  | Arisa Murata            | Giappone      | 24,83 | 15,29 |
| 7       | 7   | Nikola Sudová           | Rep. Ceca     | 24,60 |       |
| 8       | 5   | Chloé Dufour-Lapointe   | Canada        | 24,44 |       |
| 9       | 22  | Marika Pertachija       | Russia        | 24,39 |       |
| 10      | 16  | Britteny Cox            | Australia     | 23,74 |       |
| 11      | 9   | Audrey Robichaud        | Canada        | 23,41 |       |
| 12      | 14  | Andi Naude              | Canada        | 23,36 |       |
| 13      | 4   | Eliza Outtrim           | Stati Uniti   | 23,32 |       |
| 14      | 10  | Mikaela Matthews        | Stati Uniti   | 23,22 |       |
| 15      | 40  | Deborah Scanzio         | Italia        | 22,70 |       |
| 16      | 23  | Seo Jung-Hwa            | Corea del Sud | 22,60 |       |
| 17      | 12  | Yulïya Galışeva         | Kazakistan    | 22,49 |       |
| 18      | 29  | Nicole Parks            | Australia     | 21,53 |       |